# Lydia Emerencia
Lydia Emerencia (ur. 1954) – gubernator Bonaire w latach 2012–2014. Urodziła się na Arubie, jej ojciec pochodził z Bonaire. Otrzymała tytuł doktora na uniwersytecie w Utrechcie i uniwersytecie w Nijmegen. Zanim została gubernatorem Bonaire, była rektorką na uniwersytecie w Arubie. Od 2010 jest dyrektorem wydziału badań i zarządzania tego uniwersytetu, od 1 marca 2012 do 22 sierpnia 2014 pełniąc jednocześnie funkcję gubernatora Bonaire, zastępując na stanowisku Glenna Thodégo. Ma dwoje dzieci.
22 sierpnia 2014 na stanowisku gubernatora zaprzysiężony został Edison Rijna, który pełnił obowiązki od 1 marca tegoż roku.